# Clifford (Dakota del Norte)
Clifford es una ciudad ubicada en el condado de Traill en el estado estadounidense de Dakota del Norte. En el censo de 2010 tenía una población de 44 habitantes y una densidad poblacional de 119,64 personas por km².

## Geografía
Clifford se encuentra ubicada en las coordenadas 47°20′53″N 97°24′37″O / 47.34806, -97.41028. Según la Oficina del Censo de los Estados Unidos, Clifford tiene una superficie total de 0.37 km², de la cual 0.37 km² corresponden a tierra firme y (0%) 0 km² es agua.

## Demografía
Según el censo de 2010, había 44 personas residiendo en Clifford. La densidad de población era de 119,64 hab./km². De los 44 habitantes, Clifford estaba compuesto por el 100% blancos, el 0% eran afroamericanos, el 0% eran amerindios, el 0% eran asiáticos, el 0% eran isleños del Pacífico, el 0% eran de otras razas y el 0% pertenecían a dos o más razas. Del total de la población el 0% eran hispanos o latinos de cualquier raza.